# Каменне Задільє
Ка́менне Заді́лля (рос. Каменное Заделье) — село в Балезінському районі Удмуртії, Росія.

## Населення
Населення — 416 осіб (2010; 450 в 2002).
Національний склад станом на 2002 рік:
- удмурти — 53 %
- росіяни — 39 %